# Kimuraite-(Y)
La kimuraite-(Y) è un minerale.